# Löwenburg (Bad Honnef)
 (août 2020).
Si vous disposez d'ouvrages ou d'articles de référence ou si vous connaissez des sites web de qualité traitant du thème abordé ici, merci de compléter l'article en donnant les références utiles à sa vérifiabilité et en les liant à la section « Notes et références ».

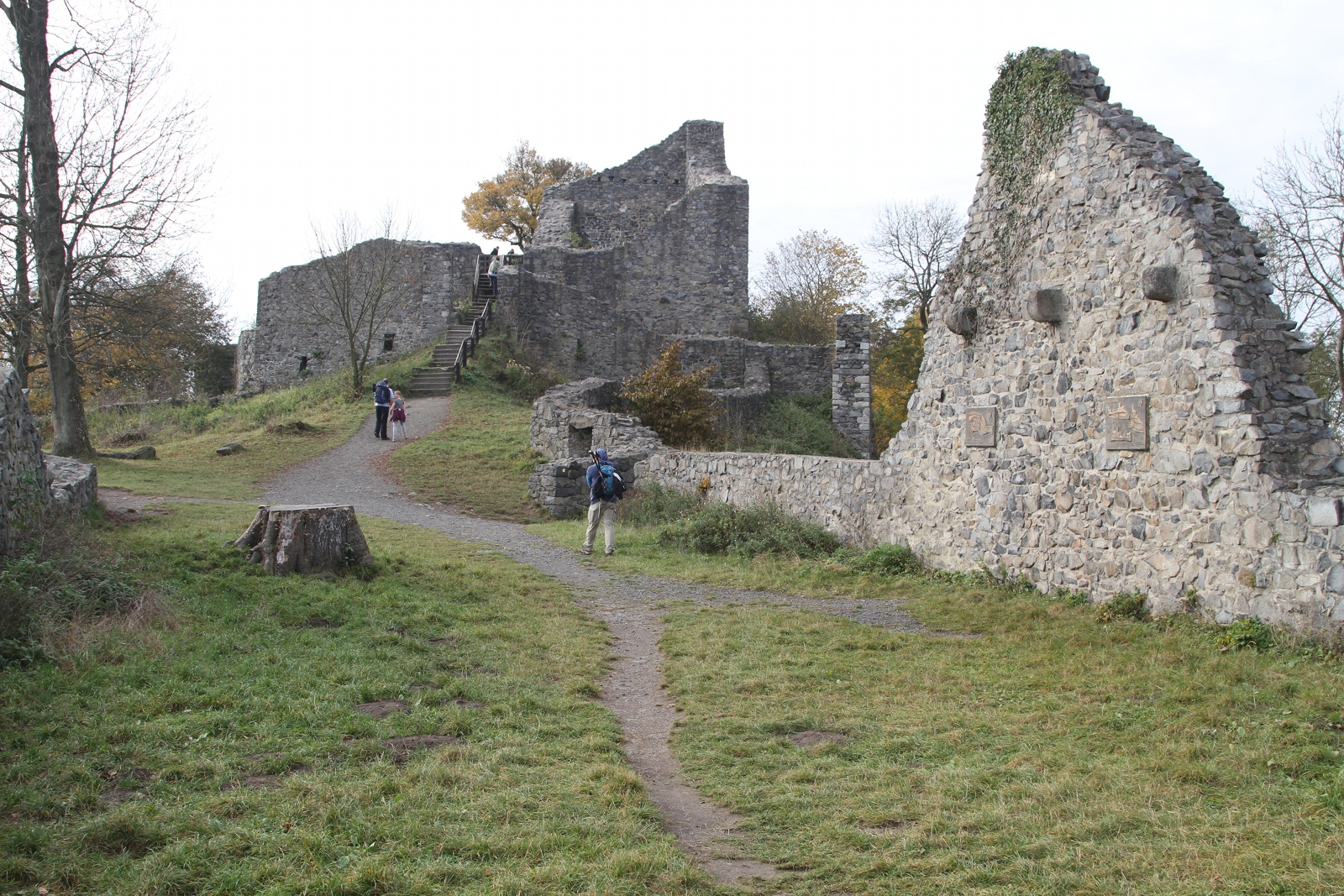
Ruines du château fort de Löwenburg

Le Löwenburg (ancien nom de castrum Lewinberg) est aujourd’hui une ruine d’un château fort médiéval situé au sommet de la montagne du même nom, faisant partie du massif du Siebengebirge, sur le territoire de la ville de Bad Honnef.
Le château date de 1247. Compte tenu de l’emplacement de ce site exposé en hauteur avec une vue d’un côté sur la vallée du Rhin près de Bonn, et de l’autre côté sur le massif du Westerwald, il est prisé par les randonneurs. La ruine est classée monument historique.